# Santaizi ATP Challenger 2014
Il Santaizi ATP Challenger 2014 è stato un torneo di tennis facente parte della categoria ATP Challenger Tour nell'ambito dell'ATP Challenger Tour 2014. È stata la 1aa edizione del torneo che si è giocato a Taipei in Taiwan dal 28 aprile al 4 maggio 2014 su campi in sintetico indoor e aveva un montepremi di $75,000.

## Partecipanti singolare

### Teste di serie
| Nazionalità   | Giocatore     | Ranking | Testa di serie |
| ------------- | ------------- | ------- | -------------- |
| Taipei cinese | Lu Yen-hsun   | 49      | 1              |
| Slovacchia    | Lukáš Lacko   | 57      | 2              |
| Stati Uniti   | Rajeev Ram    | 127     | 3              |
| Giappone      | Gō Soeda      | 136     | 4              |
| Australia     | Samuel Groth  | 138     | 5              |
| Giappone      | Tatsuma Itō   | 146     | 6              |
| Taipei cinese | Jimmy Wang    | 151     | 7              |
| Giappone      | Hiroki Moriya | 173     | 8              |

### Altri partecipanti
Giocatori che hanno ricevuto una wild card:
- Wang Chieh-fu
- Yu Cheng-yu
- Yang Shao-chi
- Hung Jui-chen

Giocatori che sono passati dalle qualificazioni:
- Chuang Ting-yu
- Peng Hsien-yin
- Blake Mott
- Tang Chih-chun

## Partecipanti doppio

### Teste di serie
| Nazionalità | Giocatore          | Nazionalità | Giocatore          | Ranking | Testa di serie |
| ----------- | ------------------ | ----------- | ------------------ | ------- | -------------- |
| Australia   | Samuel Groth       | Australia   | Chris Guccione     | 148     | 1              |
| Stati Uniti | Austin Krajicek    | Australia   | John-Patrick Smith | 166     | 2              |
| Thailandia  | Sanchai Ratiwatana | Thailandia  | Sonchat Ratiwatana | 186     | 3              |
| Giappone    | Toshihide Matsui   | Stati Uniti | Rajeev Ram         | 334     | 4              |

### Altri partecipanti
Coppie che hanno ricevuto una wild card:
- Ho Chih-jen /  Hung Jui-chen
- Jason Jung /  Yang Shao-chi
- Chuang Ting-yu /  Yu Cheng-yu

## Vincitori

### Singolare
Gilles Müller ha battuto in finale  John-Patrick Smith con il punteggio di 6–3, 6–3

### Doppio
Samuel Groth /  Chris Guccione hanno battuto in finale  Austin Krajicek /  John-Patrick Smith con il punteggio di 6–4, 5–7, [10–8]